# دغيلة
دَغِيْلَة هو جنس من مسببات الأمراض الفطرية الخيطية الداخلية. بوغها ثنائي الخلية شفعي الوثيرة.

## الأنواع
من أنواعه:
- دغيلة فاسدة
- دغيلة الحمضيات